# Marhasi
Marhaši fue un estado del III milenio a. C. situado al este de Elam, en la meseta iraní aunque su localización exacta no ha podido ser determinada.

## Nombres y transliteraciones
Su transcripción en escritura cuneiforme es Mar-ḫa-šiKI. También ha sido llamado Marhashi, Marhasi, Parhasi, Barhasi y más tarde, Waraḫše,

## Localización e historia
Lo conocemos a través de los textos mesopotámicos, ya que su localización no ha sido hallada. Unas inscripciones de Lugal-Ane-Mundu de Adab lo sitúa al sur del país de los Gutis, y habla de un conflicto bélico con su rey, Migir-Enlil.
Efectivamente se sabe que los reyes elamitas de la dinastía Awan entraron en guerra con el dirigente sumerio cuando este intentó tomar la plaza comercial de Warakshe, rica en productos de lujo, especialmente en piedras preciosas. Sargón de Acad conquistó Warakshe y lo incluyó en su imperio. El rey de Warakshe Sidgau trató de rebelarse infructuosamente con ayuda de los elamitas; perdió contra Rimush, heredero de Sargón, en tanto que después su aliado Hisepratep de Awan era derrotado por Naram-Sin.
El rey Shulgi de la tercera dinastía de Ur casó a su hija Nialimmidashu con el rey Libanukshabash de Marhashi en el año vigésimo-sexto de su reinado, en un intento de formar una alianza, efímera ya que su heredero, Amar-Sin, entró en guerra contra el nuevo rey Arwilukpi de Marhashi.